# Tempête de météorites
Pour les articles homonymes, voir Tempête (homonymie).
Tempête de météorites (Meteor Storm) est un téléfilm de science-fiction américain réalisé par Tibor Takács, diffusé en 2010.

## Synopsis
Une pluie de météores s'abat sur San Francisco. Michelle Young (Kari Matchett), une astronome, se retrouve confrontée à cet événement. Espérant sauver le maximum de personnes, la destruction de la ville accumule des difficultés pour vivre et pour une éventuelle survie souhaitée par toutes les victimes…

## Fiche technique
- Titre original : Meteor Storm
- Titre français : Tempête de météorites
- Titre québécois : Tempête spatiale
- Réalisation : Tibor Takács
- Scénario : Peter Mohan
- Musique : Jim Guttridge
- Photographie : Barry Gravelle
- Décors : Michael Nemirsky
- Costumes : Farnaz Khaki-Sadigh
- Montage : Gordon Williams
- Production : Tracey Jeffrey

Production déléguée : Ron French, Michael Jacobs et Fernando Szew
- Sociétés de production : Unity Pictures et MarVista Entertainment (en)
- Société de distribution : Syfy
- Pays d'origine :  États-Unis
- Langue originale : anglais
- Format : couleur
- Genre : science-fiction, catastrophe
- Durée : 90 minutes
- Dates de diffusion :
  - États-Unis : 30 janvier 2010 sur Syfy
  - France : 3 septembre 2011 sur[Laquelle ?]

## Distribution
- Michael Trucco : le colonel Tom Young
- Kari Matchett (VF : Juliette Degenne) : le docteur Michelle Young
- Kirsten Prout (VF : Marie-Eugénie Maréchal) : Kara
- Brett Dier : Jason Young
- Eric Johnson : Kyle Pember
- Kevin McNulty : Général Brock
- Lara Gilchrist (en) : Lena
- Travis Nelson (VF : Cédric Barbereau) : Brad
- Emily Holmes : Laura
- Viv Leacock : le colonel Jack Clancey
- Carmen Moore : Harper
- Val Cole : une journaliste
- Jill Morrison : une femme enceinte
- Anna Mae Routledge : un lieutenant

## Autour du film
- Dans ce film, les météorites sont composées de l'élément 120 (Unbinilium).